# هانس نوردویک
هانس نوردویک (به نروژی: Hans Nordvik) ورزشکار مرد رشتهٔ ورزش تیراندازی اهل کشور نروژ است. وی در بین سال‌های ‎۱۹۲۰ تا ۱۹۲۴ میلادی در مسابقات بازی‌های المپیک تابستانی در مجموع ۴ مدال، شامل ۳ مدال طلا و ۱ نقره را کسب کرد.